# Capítol floral

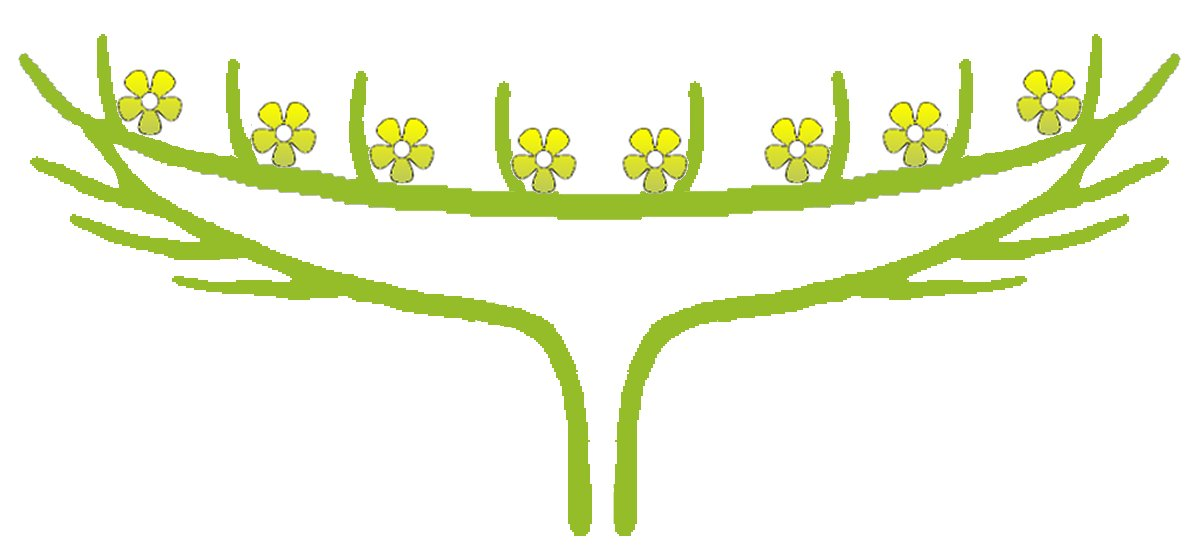
Esquema d'una inflorescència en capítol

El capítol floral (del llatí cǎpǐtǔlum, -i, diminutiu de caput, "cabet") és un tipus d'inflorescència racemosa o oberta en la qual el peduncle s'eixampla en l'extremitat formant un disc una mica gruixut, anomenat receptacle comú. Aquest receptacle comú es troba envoltat per una o més sèries de bràctees. Sobre aquest òrgan es disposen les flors sèssils acompanyades o no per les seves corresponents bràctees. És la inflorescència típica de les asteràcies i d'alguns altres gèneres com Scabiosa.

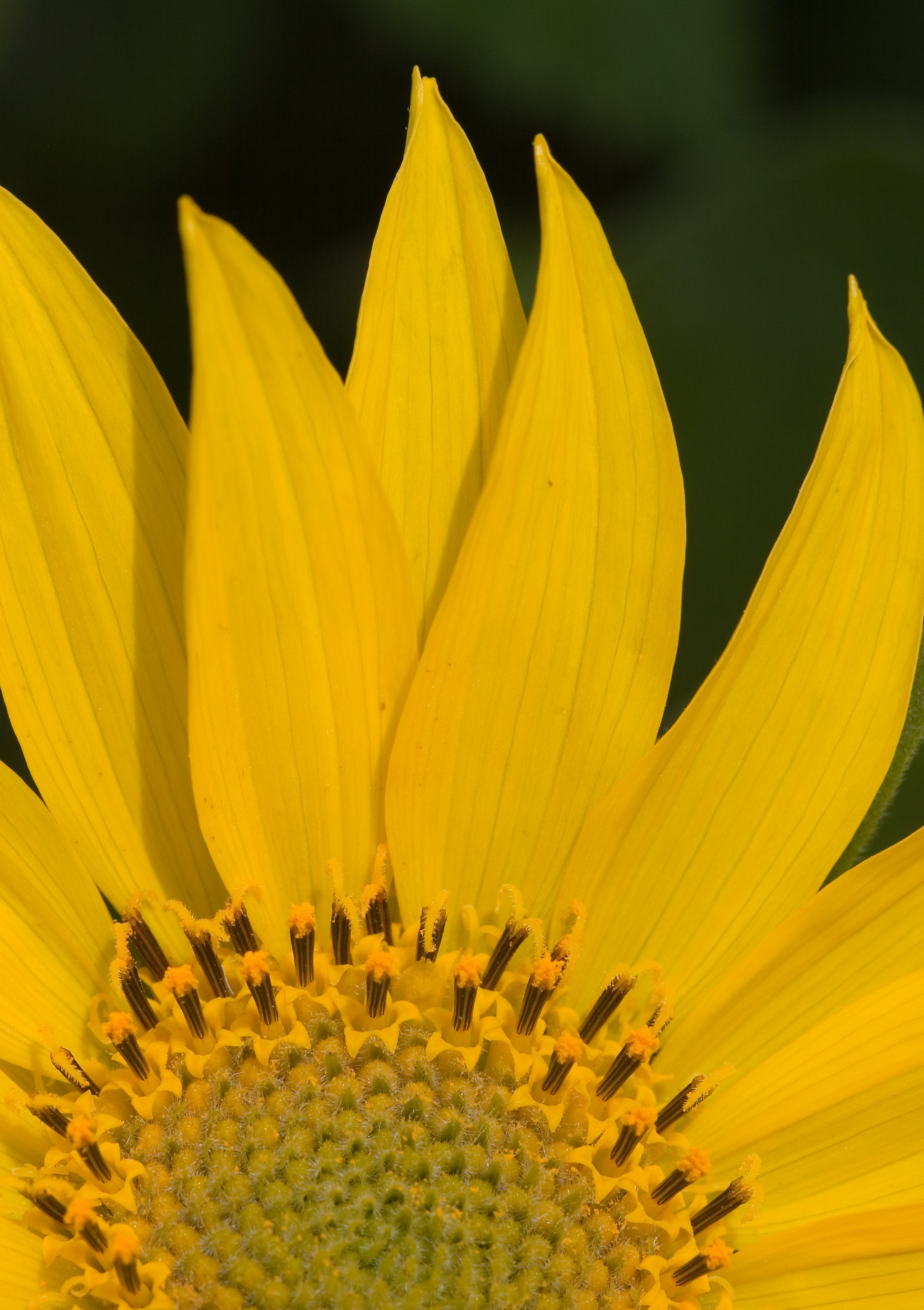
Capítol de Helianthus (asteràcia) mostrant la disposició de las flors tubuloses i ligulades sobre el receptacle comú